# Amiatina
Amiatina hoặc tiếng Ý: Asino dell'Amiata là một giống lừa từ Toscana ở miền trung nước Ý. Nó đặc biệt gắn liền với Monte Amiata ở các tỉnh Siena và Grosseto, nhưng được phân bố khắp Toscana. Ngoài ra còn có các quần thể giống này ở Liguria và Campania.:156 Đây là một trong tám giống lừa độc quyền phân bố hạn chế được Bộ trưởng Bộ Nông nghiệp và Lâm nghiệp Italy, Bộ Nông nghiệp và Lâm nghiệp Ý công nhận.:18

## Lịch sử
Giống lừa Amiatina có rất nhiều vào đầu thế kỷ XX; trước Chiến tranh thế giới thứ hai, tổng số cá thể giống này ở các tỉnh Grosseto và Perugia đã hơn 8000 con. Trong những năm sau Chiến tranh, nó gần như tuyệt chủng. Từ năm 1956, Deposito Stallonii (sau này là Istituto di Incremento Ippico) của Pisa đã phối giống chọn lọc giống này ở tỉnh Grosseto. Hiệp hội các nhà lai tạo giống này được thành lập vào năm 1993. Năm 1995, số cá thể đã đăng ký là 89. Năm 2006, tổng số đăng ký là 1082, trong đó có khoảng 60% là ở Toscana.:156 Amiatina được FAO liệt kê là "nguy cấp" năm 2007.:70

## Đặc điểm
Amiatina có kích thước trung bình giữa các giống lớn như lừa Martina Franca và Ragusano và các giống nhỏ như lừa Sarda. Nó hiếm khi cao vượt quá 140 cm tính từ vai. Bộ lông có màu xám chuột, với các dấu hiệu nguyên thủy được xác định rõ ràng - các sọc lưng và vai tạo thành một đường chéo và các sọc vằn trên chân. Nó là một giống lừa mạnh mẽ và mộc mạc, có khả năng kiếm ăn trên địa hình khá khắc nghiệt. Quản lý giống này gần như luôn luôn trong phạm vi đồng cỏ tự do.:157